# Martha's Vineyard

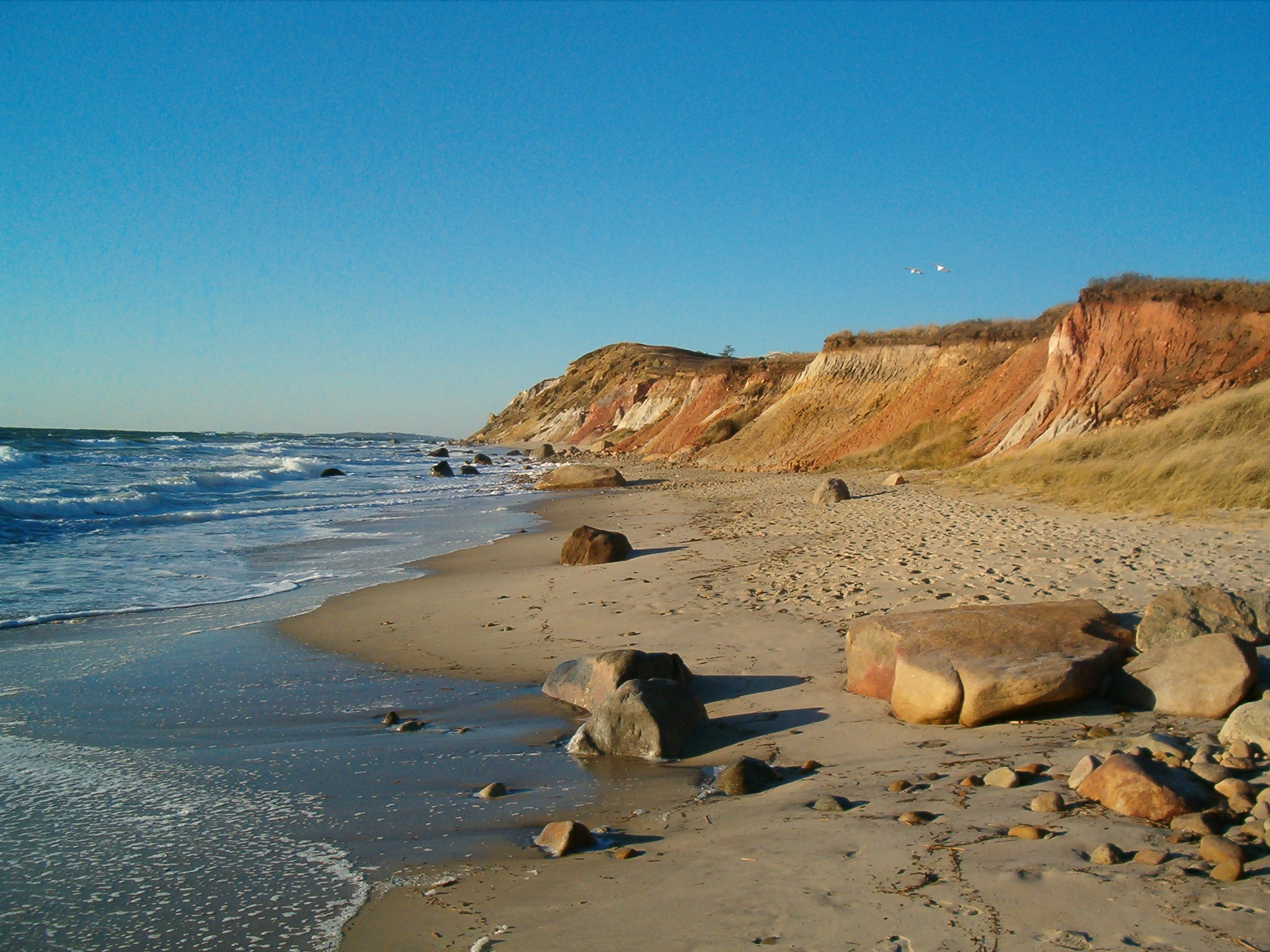
Gay Head-klinterna på Martha's Vineyard.

Martha's Vineyard är en ö vid Cape Cods södra kust i USA. Ön är stundtals hopväxt med den mindre Chappaquiddick Island, som dock ofta räknas som en egen ö.
Ön är 231,7 km² och kallas ofta i folkmun för "the Vineyard". Ön tillhör Massachusetts och upptar större delen av Dukes County (resterande del utgörs av Chappaquiddick Island och Elizabethöarna, samt ön Nomans Land). På Martha's Vineyard ligger de sex städerna Tisbury, Edgartown, Oak Bluffs, West Tisbury, Chilmark och Aquinnah.
Martha's Vineyard var hemvist för en av de tidigast kända döva samhällena, vilket fick till följd att en speciell teckenspråksdialekt som kallas Martha's Vineyard Sign Language utvecklades på ön. Ön är numer mest känd som en sommarkoloni men dess bofasta befolkning har vuxit avsevärt sedan 1960-talet, trots att ön endast går att nå med båt eller flyg.
Ön var inspelningsplats för Steven Spielbergs film Hajen, där ön gick under namnet Amity Island.
John F. Kennedy Jr., hans fru och hennes syster omkom i en flygolycka utanför ön år 1999.